# Kyalami
Kyalami Grand Prix Circuit är en racerbana i provinsen Gauteng norr om Johannesburg i Sydafrika. Här kördes bland annat Sydafrikas Grand Prix i formel 1 säsongerna 1967-1985 och 1992-1993.
På senare tid har även MotoGP körts på banan.

## F1-vinnare
| Säsong | Förare            | Tillverkare      |
| ------ | ----------------- | ---------------- |
| 1993   | Alain Prost       | Williams-Renault |
| 1992   | Nigel Mansell     | Williams-Renault |
| 1985   | Nigel Mansell     | Williams-Honda   |
| 1984   | Niki Lauda        | McLaren-TAG      |
| 1983   | Riccardo Patrese  | Brabham-BMW      |
| 1982   | Alain Prost       | Renault          |
| 1981   | Carlos Reutemann  | Williams-Ford    |
| 1980   | René Arnoux       | Renault          |
| 1979   | Gilles Villeneuve | Ferrari          |
| 1978   | Ronnie Peterson   | Lotus-Ford       |
| 1977   | Niki Lauda        | Ferrari          |
| 1976   | Niki Lauda        | Ferrari          |
| 1975   | Jody Scheckter    | Tyrrell-Ford     |
| 1974   | Carlos Reutemann  | Brabham-Ford     |
| 1973   | Jackie Stewart    | Tyrrell-Ford     |
| 1972   | Denny Hulme       | McLaren-Ford     |
| 1971   | Mario Andretti    | Ferrari          |
| 1970   | Jack Brabham      | Brabham-Ford     |
| 1969   | Jackie Stewart    | Tyrrell          |
| 1968   | Jim Clark         | Lotus-Ford       |
| 1967   | Pedro Rodríguez   | Cooper-Maserati  |